# 松本清孝
松本 清孝（、1947年〈昭和22年〉10月31日 - ）は日本映画の助監督。東京都出身。

## 略歴
『ミラーマン』（1971年）、『ウルトラマンA』（1972年）、『流星人間ゾーン』（1973年）などの特撮テレビドラマや『刑事くん』（1971年 - 1976年）などのテレビドラマで助監督を務める。映画『惑星大戦争』（1977年）より東宝特撮映画に参加。
映画『ゴジラvsキングギドラ』（1991年）より本編助監督に転向。

## 参加作品

### 映画
| 公開年月日     | 作品名                                             | 制作（配給）                                       | 役職                     | 監督             |
| -------------- | -------------------------------------------------- | -------------------------------------------------- | ------------------------ | ---------------- |
| 1977年12月17日 | 惑星大戦争                                         | 東宝映画 東宝映像美術 （東宝）                     | 監督助手（特殊技術）     | 中野昭慶（特撮） |
| 1978年4月29日  | 宇宙からのメッセージ                               | 東映 東北新社 東映太秦映画村                       | チーフ助監督（特撮）     | 矢島信男（特撮） |
| 1978年8月12日  | 火の鳥                                             | 東宝 火の鳥プロ                                    | 監督助手（特殊技術）     | 中野昭慶（特撮） |
| 1984年12月15日 | ゴジラ                                             | 東宝映画 （東宝）                                  | 監督助手（特殊技術）     | 中野昭慶（特撮） |
| 1985年1月26日  | 愛・旅立ち                                         | フィルムリンクインターナショナル （東宝）          | 助監督（特撮）           | 川北紘一（特撮） |
| 1987年1月17日  | 首都消失                                           | 関西テレビ 徳間書店 大映映画 （東宝）              | 助監督（特撮）           | 中野昭慶（特撮） |
| 1989年7月22日  | ガンヘッド                                         | 東宝 サンライズ バンダイ 角川書店 IMAGICA 東宝映画 | チーフ助監督（特殊技術） | 川北紘一（特撮） |
| 1989年12月16日 | ゴジラvsビオランテ                                 | 東宝映画 （東宝）                                  | チーフ助監督（特殊技術） | 川北紘一（特撮） |
| 1991年12月14日 | ゴジラvsキングギドラ                               | 東宝映画 （東宝）                                  | 監督助手（本編）         | 大森一樹         |
| 1992年6月30日  | ファンキー・モンキー・ティーチャー2 東京進攻大作戦 | ポニー・キャニオン サム・エンタープライス （東映） | チーフ助監督（本編）     | 高瀬将嗣         |

### テレビ番組
- ミラーマン（1971年）[2][3]
- 刑事くん（1971年）
- ウルトラマンA（1972年）[2][3]
- 流星人間ゾーン（1973年）[2][3]
- Gメン'75（1975年）[2][3]
- 俺たちの勲章（1975年）[2]
- 西遊記（1978年）[2]
- Xボンバー（1980年）[2]